# Tour du Portugal 2022
La 83e édition du Tour du Portugal Continente, a lieu du 4 août au 15 août 2022. La course, qui est inscrite au calendrier de l'UCI Europe Tour 2022 en catégorie 2.1, est composée d'un prologue et de dix étapes, dont un contre-la-montre individuel final.

## Présentation
Cette édition est organisée par la Fédération portugaise de cyclisme.

### Parcours
Comme les années précédentes, le Tour commence par un prologue et se termine par un contre-la-montre individuel. 

### Équipes
Classé en catégorie 2.1 de l'UCI Europe Tour, le Tour du Portugal est par conséquent ouvert aux WorldTeams dans la limite de 50 % des équipes participantes, aux équipes continentales professionnelles, aux équipes continentales et aux équipes nationales.
Dix-huit équipes participent à ce Tour du Portugal - quatre équipes continentales professionnelles et quatorze équipes continentales :
| ProTeams (4)- Caja Rural-Seguros RGA - Human Powered Health - Burgos-BH - Euskaltel-Euskadi Équipes continentales (14)- Wildlife Generation Pro Cycling - Java Kiwi Atlántico - Glassdrive-Q8-Anicolor - Trinity Racing - Tavfer-Mortágua-Ovos Matinados - Kelly-Simoldes-UDO - Efapel Cycling - Atum General-Tavira-Maria Nova Hotel - ABTF Betão-Feirense - Aviludo-Louletano-Loulé Concelho - LA Alumínios-Credibom-Marcos Car - BAI-Sicasal-Petro de Luanda - Electro Hiper Europa-Caldas - Rádio Popular-Boavista |
| |

## Étapes
L'édition 2021 du Tour du Portugal est composée de onze étapes pour un total de 1 559,9 kilomètres à parcourir. Le 9 août est la journée de repos.
| Étape     | Date    | Villes étapes               |                             | Distance (km)    | Vainqueur d’étape    | Leader du classement général |
| --------- | ------- | --------------------------- | --------------------------- | ---------------- | -------------------- | ---------------------------- |
| Prologue  | 4 août  | Lisbonne - Lisbonne         | Contre-la-montre individuel | 5,4              | Rafael Reis          | Rafael Reis                  |
| 1re étape | 5 août  | Vila Franca de Xira - Elvas | Étape vallonnée             | 193,7            | Scott McGill         | Rafael Reis                  |
| 2e étape  | 6 août  | Badajoz - Castelo Branco    | Étape de moyenne montagne   | 181,5            | João Matias          | Rafael Reis                  |
| 3e étape  | 7 août  | Sertã - Alto da Torre       | Étape de montagne           | 159              | Mauricio Moreira     | Mauricio Moreira             |
| 4e étape  | 8 août  | Guarda - Viseu              | Étape vallonnée             | 169,1            | João Matias          | Mauricio Moreira             |
|           | 9 août  |                             | Jour de repos               | Journée de repos | Journée de repos     | Journée de repos             |
| 5e étape  | 10 août | Mealhada - Miranda do Corvo | Étape de montagne           | 165,7            | Frederico Figueiredo | Frederico Figueiredo         |
| 6e étape  | 11 août | Águeda - Maia               | Étape vallonnée             | 159,9            | Scott McGill         | Frederico Figueiredo         |
| 7e étape  | 12 août | Santo Tirso - Braga         | Étape de moyenne montagne   | 150,1            | Luís Gomes           | Frederico Figueiredo         |
| 8e étape  | 13 août | Viana do Castelo - Fafe     | Étape de moyenne montagne   | 182,4            | Victor Langellotti   | Frederico Figueiredo         |
| 9e étape  | 14 août | Paredes - Mondim de Basto   | Étape de montagne           | 174,5            | António Carvalho     | Frederico Figueiredo         |
| 10e étape | 15 août | Porto - Vila Nova de Gaia   | Contre-la-montre individuel | 18,6             | Mauricio Moreira     | Mauricio Moreira             |

## Déroulement de la course

### Prologue
Lisbonne – Lisbonne : 5,4 km
| Classement de l'étape | Classement de l'étape | Classement de l'étape | Classement de l'étape                | Classement de l'étape |
|                       | Coureur               | Pays                  | Équipe                               | Temps                 |
| --------------------- | --------------------- | --------------------- | ------------------------------------ | --------------------- |
| 1er                   | Rafael Reis           | Portugal              | Glassdrive-Q8-Anicolor               | en 6 min 10 s         |
| 2e                    | Mauricio Moreira      | Portugal              | Glassdrive-Q8-Anicolor               | + 9 s                 |
| 3e                    | Oliver Rees           | Royaume-Uni           | Trinity Racing                       | m.t                   |
| 4e                    | Joey Rosskopf         | États-Unis            | Human Powered Health                 | + 11 s                |
| 5e                    | Tiago Antunes         | Portugal              | Efapel Cycling                       | + 12 s                |
| 6e                    | Henrique Casimiro     | Portugal              | Efapel Cycling                       | + 13 s                |
| 7e                    | Max Walker            | Royaume-Uni           | Trinity Racing                       | m.t                   |
| 8e                    | Juan José Lobato      | Espagne               | Euskaltel-Euskadi                    | + 14 s                |
| 9e                    | Alexander Grigoriev   | Russie                | Atum General-Tavira-Maria Nova Hotel | m.t                   |
| 10e                   | Txomin Juaristi       | Espagne               | Euskaltel-Euskadi                    | m.t                   |
| modifier              |                       |                       |                                      |                       |

| Classement général | Classement général  | Classement général | Classement général                   | Classement général |
|                    | Coureur             | Pays               | Équipe                               | Temps              |
| ------------------ | ------------------- | ------------------ | ------------------------------------ | ------------------ |
| 1er                | Rafael Reis         | Portugal           | Glassdrive-Q8-Anicolor               | en 6 min 10 s      |
| 2e                 | Mauricio Moreira    | Uruguay            | Glassdrive-Q8-Anicolor               | + 9 s              |
| 3e                 | Oliver Rees         | Royaume-Uni        | Trinity Racing                       | m.t                |
| 4e                 | Joey Rosskopf       | États-Unis         | Human Powered Health                 | + 11 s             |
| 5e                 | Tiago Antunes       | Portugal           | Efapel Cycling                       | + 12 s             |
| 6e                 | Henrique Casimiro   | Portugal           | Efapel Cycling                       | + 13 s             |
| 7e                 | Max Walker          | Royaume-Uni        | Trinity Racing                       | m.t                |
| 8e                 | Juan José Lobato    | Espagne            | Euskaltel-Euskadi                    | + 14 s             |
| 9e                 | Alexander Grigoriev | Russie             | Atum General-Tavira-Maria Nova Hotel | m.t                |
| 10e                | Txomin Juaristi     | Espagne            | Euskaltel-Euskadi                    | m.t                |
| modifier           |                     |                    |                                      |                    |

### 1reétape
Vila Franca de Xira - Elvas : 193,7 km
| Classement de l'étape | Classement de l'étape | Classement de l'étape | Classement de l'étape          | Classement de l'étape |
|                       | Coureur               | Pays                  | Équipe                         | Temps                 |
| --------------------- | --------------------- | --------------------- | ------------------------------ | --------------------- |
| 1er                   | Scott McGill          | États-Unis            | Wildlife Generation            | en 4 h 30 min 28 s    |
| 2e                    | Oliver Rees           | Royaume-Uni           | Trinity Racing                 | m.t                   |
| 3e                    | Mauricio Moreira      | Uruguay               | Glassdrive-Q8-Anicolor         | m.t                   |
| 4e                    | João Matias           | Portugal              | Tavfer-Mortágua-Ovos Matinados | m.t                   |
| 5e                    | Thomas Armstrong      | États-Unis            | Electro Hiper Europa-Caldas    | m.t                   |
| 6e                    | Joaquim Silva         | Portugal              | Efapel Cycling                 | m.t                   |
| 7e                    | Juan Esteban Guerrero | Colombie              | Electro Hiper Europa-Caldas    | m.t                   |
| 8e                    | César Martingil       | Portugal              | Rádio Popular-Paredes-Boavista | m.t                   |
| 9e                    | Pablo Alonso          | Espagne               | Electro Hiper Europa-Caldas    | m.t                   |
| 10e                   | António Barbio        | Portugal              | Tavfer-Mortágua-Ovos Matinados | m.t                   |
| modifier              |                       |                       |                                |                       |

## Classements finals

### Classement général final
| \| Classement général \| Classement général \| Classement général \| Classement général \| Classement général \| \| Coureur \| Coureur \| Pays \| Équipe \| Temps \| \| ------------------ \| -------------------- \| ------------------ \| ------------------------------------ \| ------------------ \| \| 1er \| Mauricio Moreira \| Uruguay \| Glassdrive-Q8-Anicolor \| 38 h 38 min 31 s \| \| 2e \| Frederico Figueiredo \| Portugal \| Glassdrive-Q8-Anicolor \| + 1 min 09 s \| \| 3e \| António Carvalho \| Portugal \| Glassdrive-Q8-Anicolor \| + 2 min 35 s \| \| 4e \| Luís Fernandes \| Portugal \| Rádio Popular-Paredes-Boavista \| + 3 min 44 s \| \| 5e \| Alejandro Marque \| Espagne \| Atum General-Tavira-Maria Nova Hotel \| + 5 min 17 s \| \| 6e \| André Cardoso \| Portugal \| ABTF Betão-Feirense \| + 7 min 31 s \| \| 7e \| Jesús del Pino \| Espagne \| Aviludo-Louletano-Loulé Concelho \| + 9 min 24 s \| \| 8e \| Jokin Murguialday \| Espagne \| Caja Rural-Seguros RGA \| + 9 min 24 s \| \| 9e \| Txomin Juaristi \| Espagne \| Euskaltel-Euskadi \| + 10 min 28 s \| \| 10e \| Henrique Casimiro \| Portugal \| Efapel Cycling \| + 10 min 58 s \| |                      |          |                                      |                  |
| |                      |          |                                      |                  |
| Source : ProCyclingStats |                      |          |                                      |                  |
| Classement général |                      |          |                                      |                  |
| Coureur | Coureur              | Pays     | Équipe                               | Temps            |
| 1er | Mauricio Moreira     | Uruguay  | Glassdrive-Q8-Anicolor               | 38 h 38 min 31 s |
| 2e | Frederico Figueiredo | Portugal | Glassdrive-Q8-Anicolor               | + 1 min 09 s     |
| 3e | António Carvalho     | Portugal | Glassdrive-Q8-Anicolor               | + 2 min 35 s     |
| 4e | Luís Fernandes       | Portugal | Rádio Popular-Paredes-Boavista       | + 3 min 44 s     |
| 5e | Alejandro Marque     | Espagne  | Atum General-Tavira-Maria Nova Hotel | + 5 min 17 s     |
| 6e | André Cardoso        | Portugal | ABTF Betão-Feirense                  | + 7 min 31 s     |
| 7e | Jesús del Pino       | Espagne  | Aviludo-Louletano-Loulé Concelho     | + 9 min 24 s     |
| 8e | Jokin Murguialday    | Espagne  | Caja Rural-Seguros RGA               | + 9 min 24 s     |
| 9e | Txomin Juaristi      | Espagne  | Euskaltel-Euskadi                    | + 10 min 28 s    |
| 10e | Henrique Casimiro    | Portugal | Efapel Cycling                       | + 10 min 58 s    |

### Classements annexes finals
| Classement par points | Classement par points | Classement par points | Classement par points           | Classement par points |
| Coureur               | Coureur               | Pays                  | Équipe                          | Points                |
| --------------------- | --------------------- | --------------------- | ------------------------------- | --------------------- |
| 1er                   | Scott McGill          | États-Unis            | Wildlife Generation Pro Cycling | 190 pts               |
| 2e                    | João Matias           | Portugal              | Tavfer-Mortágua-Ovos Matinados  | 168 pts               |
| 3e                    | Mauricio Moreira      | Uruguay               | Glassdrive-Q8-Anicolor          | 129 pts               |
| 4e                    | António Carvalho      | Portugal              | Glassdrive-Q8-Anicolor          | 106 pts               |
| 5e                    | Luís Gomes            | Portugal              | Kelly-Simoldes-UDO              | 73 pts                |
| 6e                    | Thomas Armstrong      | Royaume-Uni           | Electro Hiper Europa-Caldas     | 60 pts                |
| 7e                    | Frederico Figueiredo  | Portugal              | Glassdrive-Q8-Anicolor          | 51 pts                |
| 8e                    | António Barbio        | Portugal              | Tavfer-Mortágua-Ovos Matinados  | 50 pts                |
| 9e                    | Oliver Rees           | Royaume-Uni           | Trinity Racing                  | 48 pts                |
| 10e                   | Joaquim Silva         | Portugal              | Efapel Cycling                  | 42 pts                |

| Classement par points | Classement par points | Classement par points | Classement par points           | Classement par points |
| Coureur               | Coureur               | Pays                  | Équipe                          | Points                |
| --------------------- | --------------------- | --------------------- | ------------------------------- | --------------------- |
| 1er                   | Scott McGill          | États-Unis            | Wildlife Generation Pro Cycling | 190 pts               |
| 2e                    | João Matias           | Portugal              | Tavfer-Mortágua-Ovos Matinados  | 168 pts               |
| 3e                    | Mauricio Moreira      | Uruguay               | Glassdrive-Q8-Anicolor          | 129 pts               |
| 4e                    | António Carvalho      | Portugal              | Glassdrive-Q8-Anicolor          | 106 pts               |
| 5e                    | Luís Gomes            | Portugal              | Kelly-Simoldes-UDO              | 73 pts                |
| 6e                    | Thomas Armstrong      | Royaume-Uni           | Electro Hiper Europa-Caldas     | 60 pts                |
| 7e                    | Frederico Figueiredo  | Portugal              | Glassdrive-Q8-Anicolor          | 51 pts                |
| 8e                    | António Barbio        | Portugal              | Tavfer-Mortágua-Ovos Matinados  | 50 pts                |
| 9e                    | Oliver Rees           | Royaume-Uni           | Trinity Racing                  | 48 pts                |
| 10e                   | Joaquim Silva         | Portugal              | Efapel Cycling                  | 42 pts                |

| Classement de la montagne | Classement de la montagne | Classement de la montagne | Classement de la montagne            | Classement de la montagne |
| Coureur                   | Coureur                   | Pays                      | Équipe                               | Points                    |
| ------------------------- | ------------------------- | ------------------------- | ------------------------------------ | ------------------------- |
| 1er                       | Frederico Figueiredo      | Portugal                  | Glassdrive-Q8-Anicolor               | 60 pts                    |
| 2e                        | Mauricio Moreira          | Uruguay                   | Glassdrive-Q8-Anicolor               | 53 pts                    |
| 3e                        | Joaquim Silva             | Portugal                  | Efapel Cycling                       | 43 pts                    |
| 4e                        | António Carvalho          | Portugal                  | Glassdrive-Q8-Anicolor               | 43 pts                    |
| 5e                        | Luís Fernandes            | Portugal                  | Rádio Popular-Paredes-Boavista       | 42 pts                    |
| 6e                        | Alejandro Marque          | Espagne                   | Atum General-Tavira-Maria Nova Hotel | 33 pts                    |
| 7e                        | Luís Gomes                | Portugal                  | Kelly-Simoldes-UDO                   | 33 pts                    |
| 8e                        | André Cardoso             | Portugal                  | ABTF Betão-Feirense                  | 27 pts                    |
| 9e                        | Fábio Costa               | Portugal                  | Glassdrive-Q8-Anicolor               | 26 pts                    |
| 10e                       | Asier Etxeberria          | Espagne                   | Euskaltel-Euskadi                    | 21 pts                    |

| Classement de la montagne | Classement de la montagne | Classement de la montagne | Classement de la montagne            | Classement de la montagne |
| Coureur                   | Coureur                   | Pays                      | Équipe                               | Points                    |
| ------------------------- | ------------------------- | ------------------------- | ------------------------------------ | ------------------------- |
| 1er                       | Frederico Figueiredo      | Portugal                  | Glassdrive-Q8-Anicolor               | 60 pts                    |
| 2e                        | Mauricio Moreira          | Uruguay                   | Glassdrive-Q8-Anicolor               | 53 pts                    |
| 3e                        | Joaquim Silva             | Portugal                  | Efapel Cycling                       | 43 pts                    |
| 4e                        | António Carvalho          | Portugal                  | Glassdrive-Q8-Anicolor               | 43 pts                    |
| 5e                        | Luís Fernandes            | Portugal                  | Rádio Popular-Paredes-Boavista       | 42 pts                    |
| 6e                        | Alejandro Marque          | Espagne                   | Atum General-Tavira-Maria Nova Hotel | 33 pts                    |
| 7e                        | Luís Gomes                | Portugal                  | Kelly-Simoldes-UDO                   | 33 pts                    |
| 8e                        | André Cardoso             | Portugal                  | ABTF Betão-Feirense                  | 27 pts                    |
| 9e                        | Fábio Costa               | Portugal                  | Glassdrive-Q8-Anicolor               | 26 pts                    |
| 10e                       | Asier Etxeberria          | Espagne                   | Euskaltel-Euskadi                    | 21 pts                    |

#### Classement par équipes
| Classement par équipes | Classement par équipes               | Classement par équipes | Classement par équipes |
| Équipe                 | Équipe                               | Pays                   | Temps                  |
| ---------------------- | ------------------------------------ | ---------------------- | ---------------------- |
| 1re                    | Glassdrive-Q8-Anicolor               | Portugal               | 115 h 58 min 36 s      |
| 2e                     | Atum General-Tavira-Maria Nova Hotel | Portugal               | + 19 min 47 s          |
| 3e                     | Rádio Popular-Paredes-Boavista       | Portugal               | + 42 min 19 s          |
| 4e                     | Euskaltel-Euskadi                    | Espagne                | + 48 min 40 s          |
| 5e                     | Tavfer-Mortágua-Ovos Matinados       | Portugal               | + 50 min 39 s          |
| 6e                     | Caja Rural-Seguros RGA               | Espagne                | + 55 min 01 s          |
| 7e                     | ABTF Betão-Feirense                  | Portugal               | + 57 min 03 s          |
| 8e                     | Kelly-Simoldes-UDO                   | Portugal               | + 58 min 12 s          |
| 9e                     | Aviludo-Louletano-Loulé Concelho     | Portugal               | + 1 h 05 min 24 s      |
| 10e                    | Efapel Cycling                       | Portugal               | + 1 h 16 min 04 s      |